# Leopold Friedrich von Egkh und Hungersbach

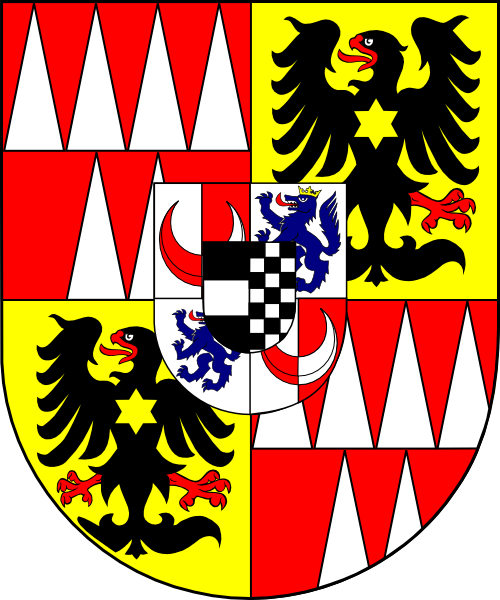
Wappen Leopold Friedrich von Egkh und Hungersbach Fürst-Erzbischof von Olmütz (1756–1760)

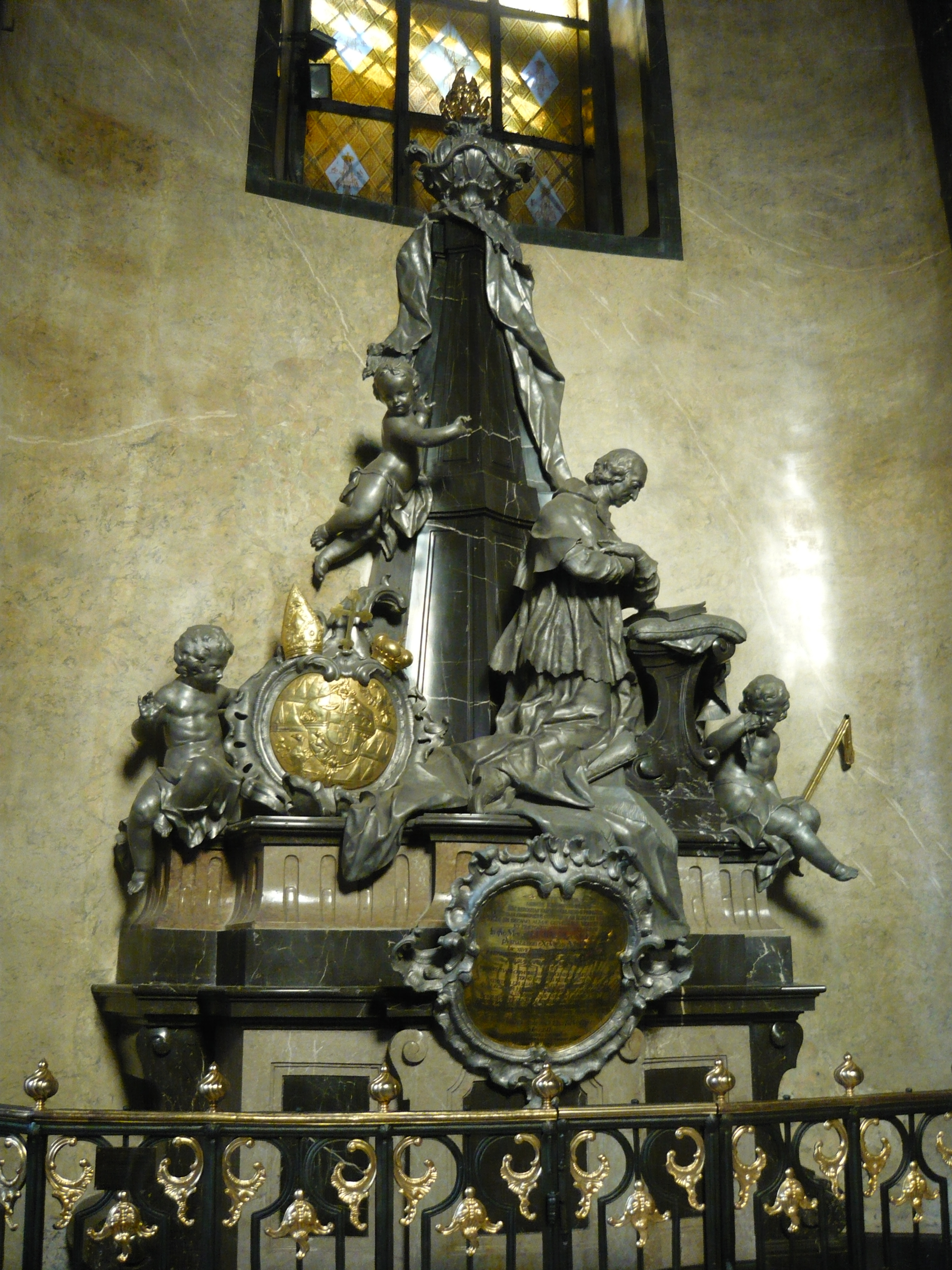
Grabmonument von Franz Hiernle

Leopold Friedrich von Egkh und Hungersbach (nach der Bischofsliste Olmütz: Leopold II. Friedrich von Egkh und Hungersbach; tschechisch: Leopold Fridrich hrabě z Egkhu; * 14. Mai 1696 in Hamburg; † 15. Dezember 1760) war Fürstbischof von Olmütz.

## Leben
Seine Eltern waren der Reichsgraf Christian von Egkh und Hungersbach, Erbtruchsess von Krain und der Windischen Mark, kaiserlicher Geheimer Rat, Gesandter und Minister im Niedersächsischen Kreis zu Hamburg sowie Eva Christiana, geb. von Speidl. Leopold Friedrich war der jüngste von sechs Brüdern. Bruder Otto Honorius war Weihbischof in Olmütz und Bruder Andreas Gundacker Propst von Großmeseritsch.
Leopold Friedrich studierte von 1711 bis 1714 in Rom, wo er Alumne des Collegium Germanicum war. Nach der 1721 erfolgten Priesterweihe wurde er 1722 Domherr in Freising und Olmütz, 1729 Propst von St. Mauritius in Kremsier und Abt im ungarischen Szerengrad. 1735 erlangte er den akademischen Grad eines Dr. theol. in Olmütz, wo er drei Jahre später zum Archidiakon aufstieg und 1750 durch Bischof Ferdinand Julius von Troyer zum Generalvikar und Offizial ernannt sowie 1752 zum Domdekan gewählt wurde.
Nach dem Tod von Ferdinand Julius von Troyer wurde Leopold Friedrich am 27. April 1758 vom Domkapitel einstimmig zu dessen Nachfolger gewählt und am 2. Oktober 1758 päpstlich bestätigt. Die Bischofsweihe erfolgte am 19. November 1758, die Inthronisation erst am 16. September 1759.
In seiner kurzen Amtszeit gründete Leopold Friedrich mehrere Stiftungen. Die fürstbischöfliche Münzprägeanstalt in Kremsier musste auf Weisung der Wiener Regierung ihren Betrieb einstellen. Nach seinem Tod hinterließ er der Diözese testamentarisch Geldmittel für die Errichtung eines Priesterseminars. Sein Leichnam wurde in der St.-Mauritius-Kirche in Kremsier beigesetzt. Das Bronze-Grabmonument schuf der Bildhauer Franz Hiernle. Es stellt den auf einem Betschemel knienden Bischof vor einer Pyramide dar.